# Aaron Nachtailer
Aaron Nachtailer (Neuquén, 1986) è un artista argentino.
Vive e lavora tra Europa e Argentina, dove espone le sue installazioni e sculture di impatto "verde-culturale".

## Biografia e formazione
Ha iniziato la sua carriera come stilista e textile designer. Dopo gli studi in design all'Università di Palermo, città di Buenos Aires, è cresciuto con il lavoro quotidiano nell'atelier del designer Mariano Toledo. Nel 2010 crea un brand omonimo, nel 2013 fa parte del team creativo Laboratorio T, Centro Metropolitano di Disegno di Buenos Aires.
I riconoscimenti ottenuti da queste esperienze lo portano ad esporre il suo lavoro in varie competizioni e apparizioni a livello internazionale. Nel 2015 viene supportato da Vogue Italia come giovane talento (finalista del concorso Vogue - Remix).
Nel 2016 vince una residenza per artisti a New York, viene selezionato per realizzare un'opera durante la 57 Biennale d'Arte di Venezia.

## Opere
In una profonda ricerca di una connessione con se stesso, esplorando idee piuttosto che estetiche convenzionali, tra sculture e installazioni il suo lavoro evidenzia immediatamente la ricerca di una nuova spazialità. Caratterizzata dall'utilizzo di materiali naturali, introduce forme primitive ed elementi distintivi che si trasformano in energia poetica attraverso i meccanismi dell'immaginario e la rappresentazione del poetico e della spiritualità attraverso i sensi.
La relazione tra natura e condizione umana è particolarmente significativa per l’artista. Il suo lavoro mostra l'invisibile nascosto nel visibile e l'opera è avvolta da un'atmosfera enigmatica e oracolare. I suoi alberi tendono ad un'immagine mentale assoluta, intesi non come segni figurativi, ma come strumenti di una pratica rituale. L'obiettivo è promuovere l'armonia tra la natura e l'essere umano, in modo che il mondo segua la sua naturale evoluzione. La natura come centro dell'universo.

## Mostre
2021 - Installazione “Mi Inferno / Tu Paradiso - Miraggio”, Monumenti UNESCO Ravenna, Italia.
2020 - Artist Residency presso Maison Random, Progetto DANTE 700, Ravenna, Italia.
2019 - Solo Exhibition “The Raw & the cooked” Palazzo Baronio, Ravenna, Italia.
2019 - Partecipazione The Venice Glass Week, “The Raw & the cooked”, Fortuny Factory & Garden, Venezia, Italia.
2019 - Partecipazione Parcours Saint Germain, “1m3 di Girasoli”, Place Furstemberg, Parigi, Francia.
2018 - Solo Exhibition, “Marco Polo”, Palazzo Marcello, Venezia, Italia.
2018 - Progetto installazione site-specific, “El tiempo según J”, Carrara, Italia
2017 - Group Exhibition "U love me" durante 57 Biennale d’Arte, Installazione site-specific “Encontrémonos”, Palazzo Marcello, Venezia, Italia.
2016 - Solo Exhibition, “Medusa”, Palazzo Fontana, Venezia, Italia.
2016 - Artist Residency New york, USA.
2015 - Group Exhibition “Gira”, Installazione site-specific “Calumet”, Casa A, Buenos Aires, Argentina.
2015 - Group Exhibition “La Sagrada”, Casa A, Buenos Aires, Argentina.